# Johannes Grau
Johannes Grau (* 1483 in Kronach; † November 1559 in Weimar) war ein deutscher lutherischer Theologe.

## Leben
Grau stammte aus einer wohlhabenden Kronacher Familie, die über Grundbesitz verfügte. Das schuf ihm die Voraussetzung zu einem Studium. Er immatrikulierte sich am 22. Oktober 1505 an der Universität Köln, erwarb den niedrigsten akademischen Grad eines Baccalaureus und setzte 1511 an der Universität Leipzig seine Studien fort. Zurückgekehrt in seine Heimatstadt, nahm er 1519 eine Anstellung als Apostelmesser an und wurde im darauffolgenden Jahr Gehilfe des dortigen Oberpfarrers Weigand von Redwitz.
In jener Zeit kam er auch mit den Ideen der Reformation in Kontakt, begeisterte sich für diese und heiratete 1522 eine Kronacher Bürgerstochter. Da er damit gegen den Zölibat verstoßen hatte, wurde er aus seinem Amt entlassen und flüchtete nach Wittenberg, wo er sich an der dortigen Universität immatrikulierte. In Wittenberg traf er Martin Luther, der es 1524 schaffte, dass Graus eingezogene Güter ihm wieder übertragen wurden. Dennoch verlor er 1527 Pfründe, so dass er von Johann dem Beständigen Pfründe seiner Stiftung in Gotha auf Lebenszeit erhielt.
In Weimar wirkte er maßgeblich an der Erziehung der Geistlichen mit, denen er unter anderem zu vermitteln suchte, nicht ehelos zu leben. Da er selbst mit seiner Ehe in einer Vorbildstellung stand, blieben Schwierigkeiten dort nicht aus. So waren es vor allem die Franziskaner, die seit den 1450er-Jahren in Weimar einen Konvent besaßen, die ihm zusetzten. Dennoch behielt er in der Auseinandersetzung die Oberhand, die Franziskaner wurden 1533 aus Weimar vertrieben und verließen die Stadt.
Als ein theologischer Vertreter des evangelischen Lagers nahm er an der Arnstadter Synode am 6. und 7. März 1543 teil. Er verfasste ein Gutachten zum Augsburger Interim und zu den Leipziger Artikeln und trug Briefe und Originaldrucke zur Jenaer Lutherausgabe bei. 
Ein Ölgemälde aus dem Jahre 1559 von ihm befindet sich in der St.-Peter-und-Pauls-Kirche in Weimar.